# 러브조이 혜성 (2011년)
러브조이 혜성(영어: Comet Lovejoy (C/2011 W3))은 2011년 테리 러브조이가 발견한 대혜성이자 선그레이징 혜성이다. 2011년 12월 16일 근일점에 도달했고, 크로이츠 혜성군에 속한다. 이 혜성은 40년 동안 이어진 크로이츠 혜성군 지상 관측에서 발견된 첫 혜성이다. 근일점에 도달했을 때, 소호 태양 관측 위성(SOHO), STEREO 위성, 히노데 위성 등 여러 다양한 태양 관측 인공 위성들이 관측했다. 핵의 크기는 약 500미터(초기에는 약 100~200미터 가량으로 추정했다) 가량으로 작은 편이다.
핵의 크기가 이 정도로 작음에도 불구하고 태양에서 살아남은 것으로 보아, 그전에 크로이츠 혜성군에 속하는 대혜성이 태양 부근의 근일점을 통과한 후 쪼개졌고, 그 쪼개진 잔해 중 하나가 러브조이 혜성일 것으로 추정된다.
최대밝기는 -6등급(광도곡선상의 최대밝기는 근일점일 때 -9등급) 정도로, 금성 수준의 밝기를 기록했다.